# King's Road

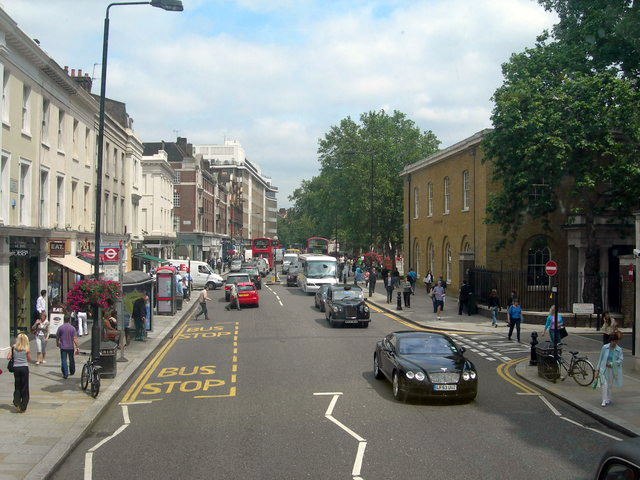
King's Road em 2006.

King's Road ou Kings Road é uma famosa rua localizada no bairro de Chelsea, em Londres, Inglaterra. Tradicionalmente, ela é associada ao estilo de moda dos anos 60, à época da Swinging London, Mary Quant e Vivienne Westwood.
A rua tem um comprimento de cerca de 3 km, atravessando Chelsea de Sloane Square, ao leste, até Stamford Bridge, nos limites ente Chelsea e Fulham.

## História
Seu nome deriva do fato de ter sido uma via particular usada pelo rei Charles II para suas viagens até Kew e Hampton Court,  no século XVII. A rua permaneceu privativa da realeza até 1830 e algumas de suas casa datam do início do século XVIII. Durante os anos 60 e 70 do século XX, a rua foi o centro da contracultura britânica, dos movimentos hippie, punk, e da moda londrina, sendo ainda hoje uma das mais frequentadas ruas para compras de Londres. Algumas das marcas ligadas ao vestuário e à música mais icônicas desta época, tinha suas sedes em King's Road, como a boutique SEX, de Malcom McLaren, produtor de eventos e descobridor dos Sex Pistols, e a Swan Song Records, a gravadora de propriedade do Led Zeppelin.